# Heinrich Schmid

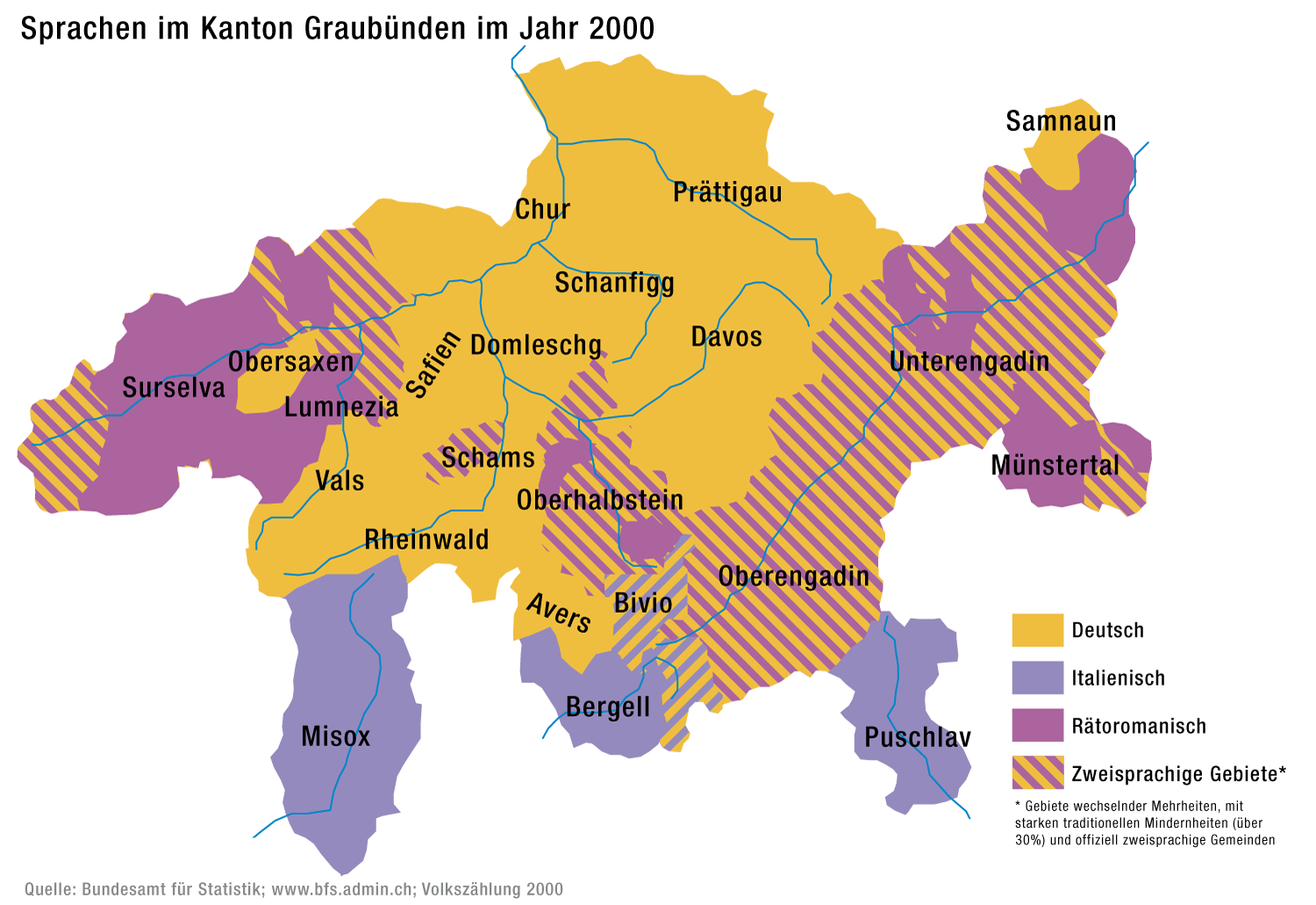
Distribuzione geografica delle lingue dei Grigioni, con le zone in cui si parla il romancio in viola, il tedesco in arancio e l'italiano in blu. Le zone tratteggiate sono quelle che hanno una lingua maggioritaria fluttuante o minoranze linguistiche tradizionalmente forti (più del 30%) oppureche sono ufficialmente bilingui.

Heinrich Schmid (Zurigo, 6 aprile 1921 – Zurigo, 23 febbraio 1999) è stato un linguista e filologo svizzero, «padre» delle due lingue scritte comuni (in tedesco Dachsprachen), il romancio grigionese ed il ladino dolomitico, usate per dialetti diversi di due continuum retoromanzi.

## Biografia

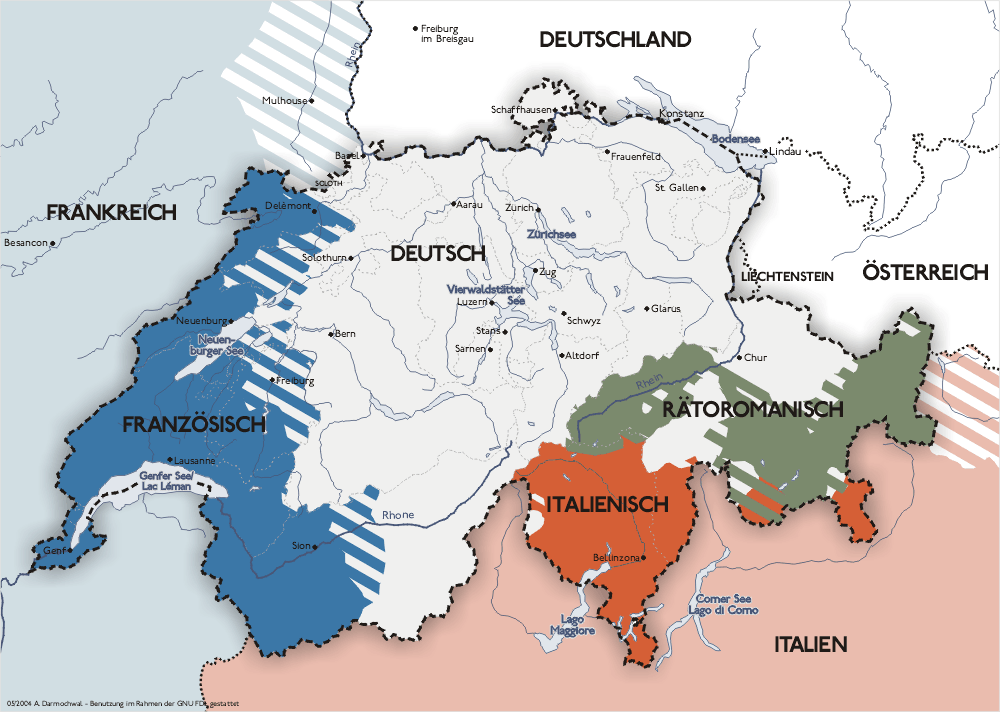
Territorio romancio in Svizzera (grigio)

Heinrich Schmid visse per tutta la vita nella stessa casa di Zurigo dove era nato. Nonostante un difetto di udito, scoprì in tenera età una passione per le lingue e imparò il greco, il latino e le lingue romanze: francese, italiano, spagnolo e diverse varietà del romancio.
Dopo la maturità, studiò linguistica romanza all'università di Zurigo dove, nel 1946, terminò gli studi di linguistica storica e di geografia linguistica con il voto summa cum laude.
Dopo un soggiorno a Firenze, tornò in Svizzera, ma incontrò inizialmente notevoli difficoltà a trovare un lavoro appropriato a causa del suo handicap. Fu infine scelto per collaborare al progetto lessicografico Rhätisches Namenbuch («Lessico onomastico retico») e, per 15 anni, partecipò anche al progetto Dicziunari Rumantsch Grischun.
Nel 1962, conseguì i titoli accademici necessari per lavorare come professore all'Università di Zurigo; dopo poco tempo, fu nominato professore aggiunto e, tre anni più tardi, professore associato.

## Romancio grigionese
Verso la fine della carriera, nel 1983, la Lia Rumantscha  gli affidò il compito di creare una lingua scritta comune per le cinque varietà principali della lingua romancia. Nell'aprile 1982, dopo sei mesi di intenso lavoro, presentò i suoi «orientamenti» per il romancio grigionese. Seguirono molte discussioni vivaci e molte viaggi affaticanti in tutto il territorio di lingua romancia, dove egli sosteneva instancabilmente la sua lingua scritta comune e riuscì a superare molte riserve. Grazie a questo sforzo, la lingua romancia ricevette in Svizzera un riconoscimento pubblico molto maggiore di prima (il romancio era già la quarta lingua nazionale della Svizzera dal 1938, anche se piuttosto platonicamente), e ha riacquisito una nuova vitalità in tutto il territorio linguistico retoromanzo, compreso quello del ladino in Italia.

## Ladino dolomitico

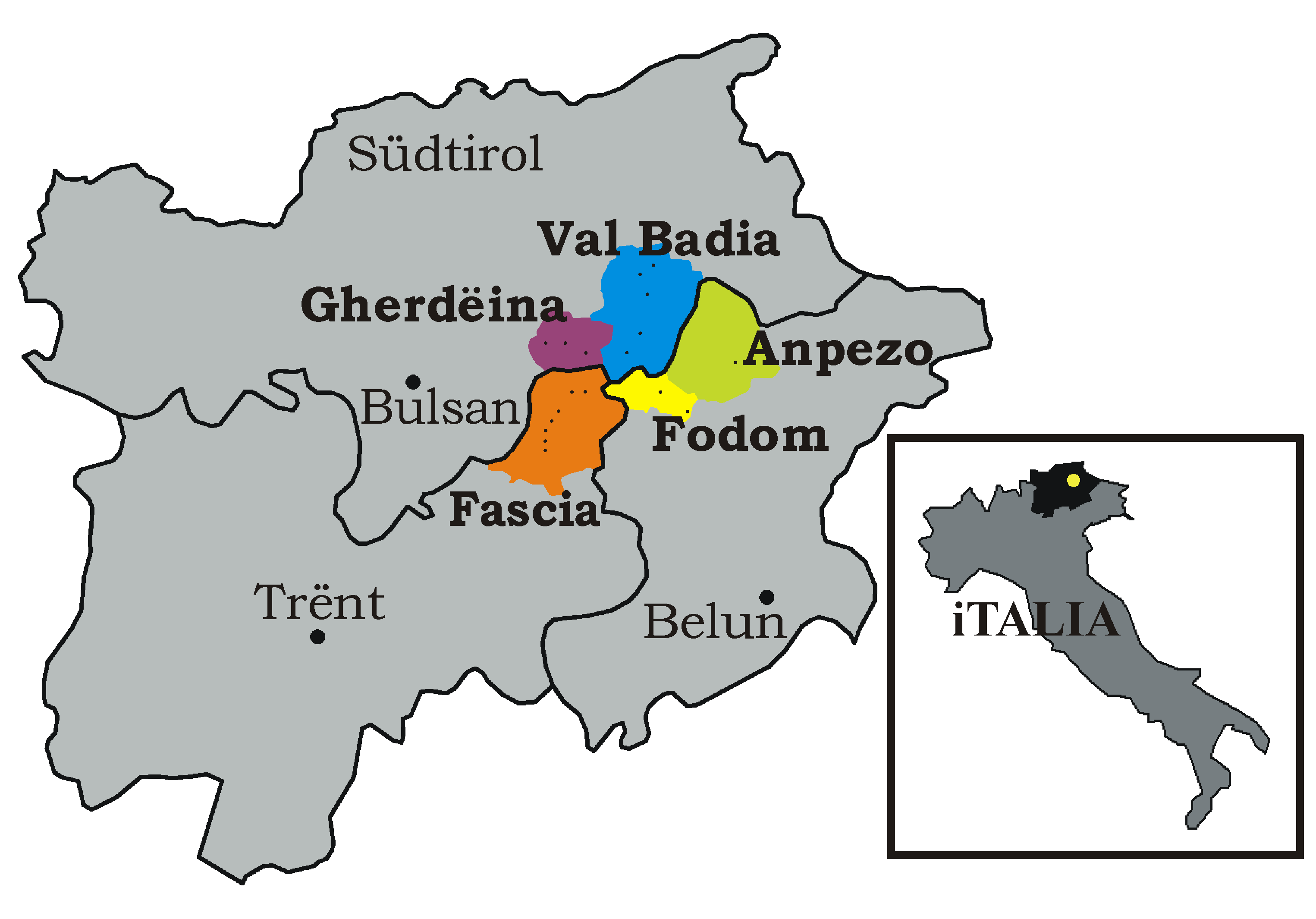
Le cinque varietà del ladino in Italia.

Nel 1988, le due maggiori istituzioni culturali ladine in Italia, l’Istitut Cultural Ladin "Majon di Fascegn" e l'Istitut Ladin "Micurà de Rü" diedero a Schmid l'incarico di creare anche per loro una lingua scritta comune . Egli accettò questa nuova sfida e scrisse l'opera dal titolo Wegleitung für den Aufbau einer gemeinsamen Schriftsprache der Dolomitenladiner («Orientamenti per lo sviluppo di una lingua scritta comune per i dialetti ladini delle Dolomiti»)  unificando le diverse parlate locali in un’unica variante intradialettale unitaria. Schmid non vide la pubblicazione in lingua italiana di questa opera fondamentale, perché morì nel febbraio 1999.